# Mderbel
Mderbel مدربل ou Mdarbel d’aubergines, de courgettes, ou d'artichauts est un plat algérien. Il s'agit d'une sorte de ragout de viande et pois chiche et garni avec des rondelles d’aubergines frites ou de courgettes frites ou d'artichauts. Selon les régions le mderbel change de sauce. Au nord centre d'Algérie la sauce est blanche , parfumée à la cannelle ; tandis que le reste du pays les tranches ou rondelles de courgettes/aubergines sont imbibées dans une sauce rouge,.

## Étymologie
En dialecte algérien ce plat porte le nom de مدربل (qui se prononce en français mderbel) ou مدربالة (en français m'derbala). C'est un mot issu du dialecte algérien qui signifie quelqu'un qui porte des haillons. Ces derniers en dialecte algérien sont nommées دربالة (derbala) ou (derabel) الدرابل. Le choix de ce nom vient du fait qu'une fois les rondelles d'aubergines ou de courgettes frites sont mises dans la sauce (blanche ou rouge), elles deviennent ramollies et perdent leur aspect croustillant.[réf. nécessaire]